# 日々是…
『日々是…』（ひびこれ…）は、かがみふみをによる日本の漫画作品。

## あらすじ
幸造とたまきの同棲生活を描く。

## 登場人物
幸造
サラリーマン。
たまき
デザイナー。
先輩
幸造の先輩。みゆきという妻がいる。
キヨヒコ
たまきの元彼。たまきと付き合っていた頃は定職に就いていなかった。

## 備考
- 7、11、15話は、普通の漫画の形式をしている。

## 単行本
- かがみふみを 『日々是…』 少年画報社〈YCコミックス〉、全1巻
  1. 2010年3月8日発行、2010年2月22日発売 ISBN 978-4-7859-3325-8